# Panopticon
Panopticon – trzeci długogrający album bostońskiej grupy Isis. Tytuł płyty nawiązuje do koncepcji idealnego więzienia (panoptikon), którego konstrukcja pozwalała na obserwowanie więźniów przez cały czas i, co ważniejsze, bez ich wiedzy. Została ona opracowana przez angielskiego filozofa Jeremy'ego Benthama. Mimo że nazwa została zaczerpnięta  od tego myśliciela, sam układ utworów i muzyka nawiązują raczej do współczesnej francuskiej postaci, która odwoływała się do budowli Benthama – Michela Foucaulta w książce Nadzorować i karać.
Styl gry zespołu nadal ewoluuje, agresywne riffy stanowią uzupełnienie harmonicznej melodii. Elektronika zaczyna dobrze współgrać z partiami gitarowymi, Isis można śmiało zacząć nazywać zespołem eksperymentującym, porównywanym często do koncepcyjnego zacięcia muzyków z legendarnej grupy Pink Floyd.

## Koncepcja albumu
Konwencja jest dosyć podobna do wieży obserwacyjnej przewijającej się podczas albumu Celestial. Jednocześnie widać pewne połączenie z wcześniejszą płytą grupy Oceanic w postaci kobiety. Te trzy motywy wydają się pełnić podobną, obserwacyjną rolę. W tekstach jest nawet wspomniana „ta” wieża. Ogólna tematyka warstwy tekstowej to nieuchronna obserwacja przez „oczy”, niemoc ucieczki przed nimi. O ile w książce Foucaulta autor skupia się głównie na systemie penitencjarnym, o tyle na albumie widać, że chodzi raczej o ogólne zniewolenie, w wielu aspektach życia.

## Twórcy
1. Justin Chancellor – gitara basowa w utworze „Altered Course”
2. Jeff Caxide – gitara basowa
3. Aaron Harris – perkusja
4. Michael Gallagher – gitara elektryczna
5. Bryant Clifford Meyer – elektronika, gitara elektryczna
6. Aaron Turner – wokal, gitara elektryczna, okładka

## Lista utworów
1. So Did We – 7:30
2. Backlit – 7:43
3. In Fiction – 8:58
4. Wills Dissolve – 6:47
5. Syndic Calls – 9:39
6. Altered Course – 9:57
7. Grinning Mouths – 8:27